# Madden NFL '97
Madden NFL '97 est un jeu vidéo de football américain sorti en 1996 et fonctionne sur Mega Drive, Super Nintendo, Game Boy, Game Gear, Windows, PlayStation et Saturn. Le jeu a été développé et édité par Electronic Arts.

## Accueil
- Electronic Gaming Monthly : 9,1/10 (PS)[1]
- GameSpot : 6,4/10 (PC)[2]